# Peperomia rotundilimba
Peperomia rotundilimba är en pepparväxtart som beskrevs av C. Dc.. Peperomia rotundilimba ingår i släktet peperomior, och familjen pepparväxter. Inga underarter finns listade i Catalogue of Life.